# Antoniuskreuz (Schrebitz)

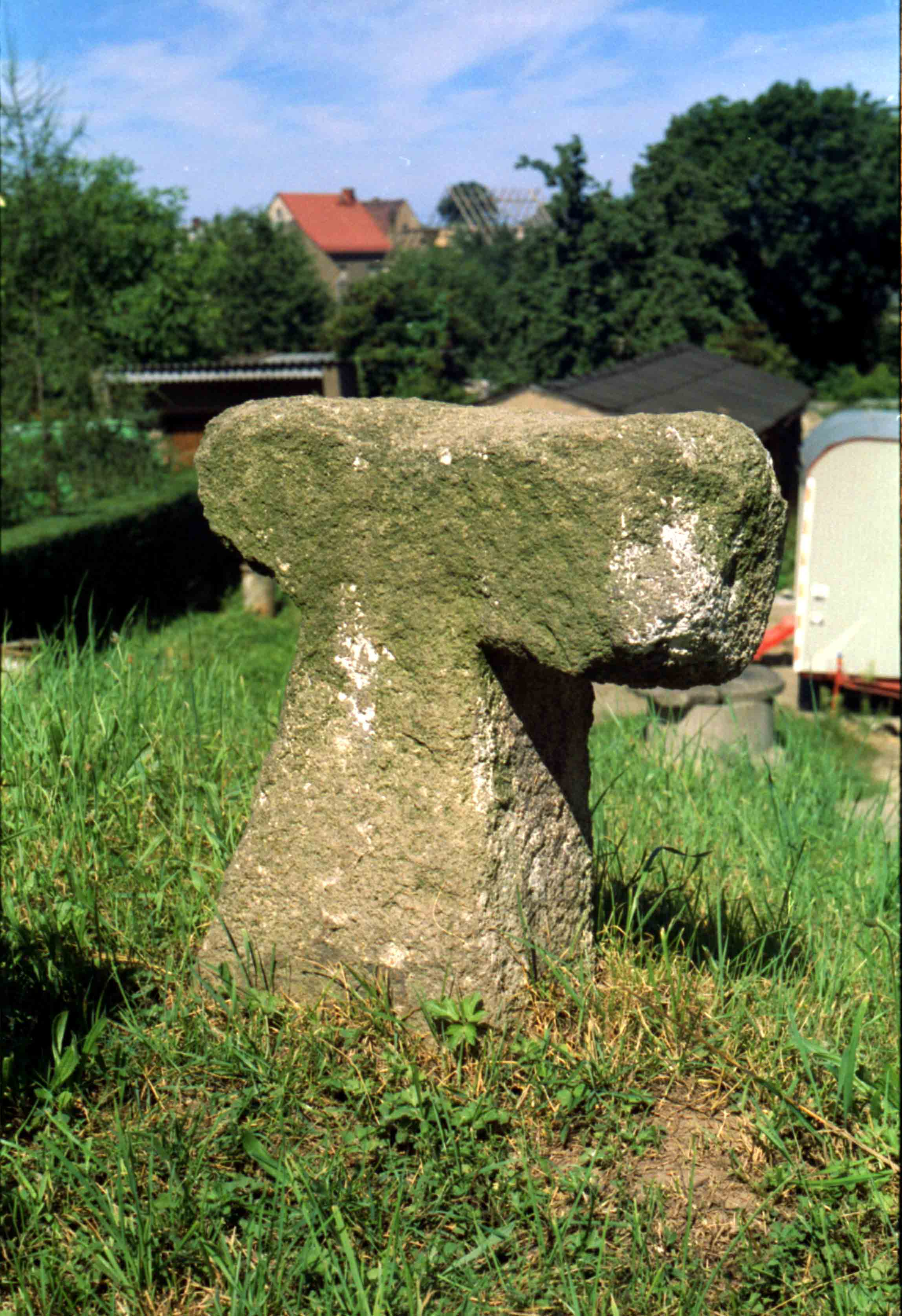
Das Antoniuskreuz in Schrebitz 2003

Das Kleindenkmal Antoniuskreuz ist ein halbmetergroßes Steinkreuz aus Quarzporphyr im sächsischen Schrebitz. Die scheinbar glatte Oberfläche schließt das frühere Vorhandensein eines Kopfes nicht aus. Es steht an der Kreisstraße K 7506 direkt in der Ortsmitte von Schrebitz.

## Chronik

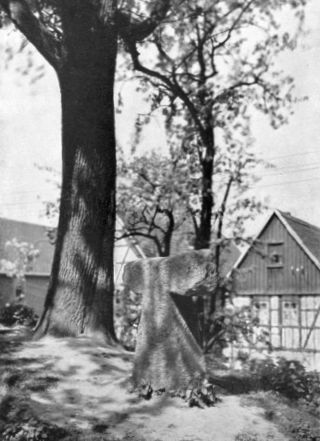
Aufstellung in den 1920er Jahren

Unter diesem Stein soll ein Schmiedemeister mit seinen Gesellen begraben liegen, die bei einem Überfall in den Zeiten des Dreißigjährigen Krieges von den Schweden ermordet worden sind. Die Mügelner Bürger hatten die Schweden bis Kiebitz vertrieben und sich dann in Schrebitz versteckt. Der Schmiedemeister verbarg sich mit seinen Gesellen in einem Backofen. Die Schweden hatten dies aber erfahren. Die beiden Gesellen sind freiwillig aus dem Backofen herausgekrochen, der Schmiedemeister aber wurde erst erstochen und dann herausgezogen.

## Deutung
Das in Sachsen weitverbreitete mittelalterliche Brauchtum der Steinkreuzsetzung hatte den Sinn, um für überraschend und nach den religiösen Vorstellungen unvorbereitet aus dem Leben Geschiedene für deren Seelenheil zu wirken. Vorübergehende sollten zu einem Gebet für das Seelenheil des Toten veranlasst werden. Hier sollte das nachgeholt werden, was der Tote aufgrund seines unerwarteten Hinscheidens durch Beichte, Kommunion und letzte Ölung nicht mehr vornehmen konnte. Die heute gebräuchliche Deutung von Steinkreuzen als Seelgerät ist immer im Zusammenhang religiöser Vorstellungen der Menschen im Mittelalter zu sehen. Die Verwendung des Antoniuskreuzes und die Assoziation zum Seelenheil der Toten deuten auf eine Assimilation vorchristlicher Vorstellungen hin. Der Name entstand als Gebrauchsname aufgrund der äußerlichen Form als Antoniuskreuz.

## Abmessungen
| Bezeichnung | Abmessung |
| ----------- | --------- |
| Süden       | 55 cm     |
| Norden      | 52 cm     |
| Breite      | 49 cm     |
| Stärke      | 19 cm     |

## Lage

Lage des Antoniuskreuz in Schrebitz

Reichszählung Meßblatt 4744, S 2,5 / W 19,4 (System Quietzsch)
Koordinaten: 51° 12′ 16,2″ N, 13° 4′ 6,6″ O
Das Kreuz steht direkt am Kellerberg an der Gallschützer Straße, 50 m von der Ortsmitte entfernt.

## Weiterführende Literatur
- Horst Torke: Alte Steinkreuze zwischen Dresden, Pirna und Sächsische Schweiz. Stadtmuseum Pirna, 1990, ISSN 0323-7516
- Georg Dörfel: Alte Steinkreuze am Wege. Das Oschatzer Land, Monatsbeilage des Oschatzer Tageblattes, Oschatz, 1935, Nr. 174, S. 714 bis 715
- K. Haubold: Steinkreuze und Kreuzsteine. Unsere Heimat, Beilage zum Riesaer Tageblatt, 11. Jg. Nr. 29 und 30, Riesa, 1938
- P.  Kuhnert: Die Steinkreuze in Oschatz – Stumme Zeugen aus längst vergangenen Tagen, Leipziger Volkszeitung, 10. Jg., 28. Juli Kreisausgabe Oschatz, 1955